# Shunzhi

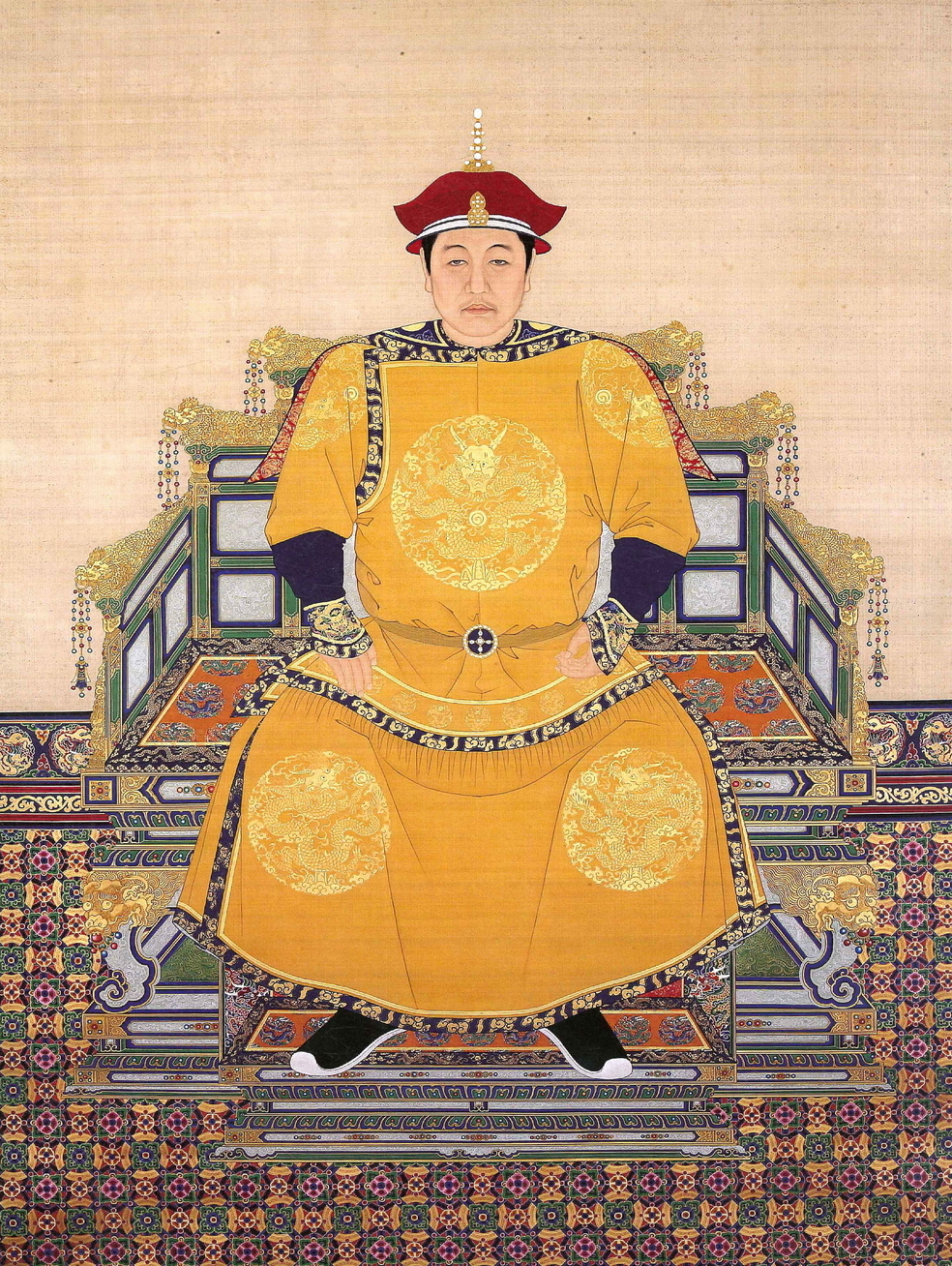
Kaiser Shunzhi

Shùnzhì (chinesisch 順治, * 15. März 1638; † 5. Februar 1661, Kaiser seit 30. Oktober 1644) war der Sohn des mandschurischen Fürsten Huang Taiji (Abahai) und wurde nach der Eroberung Chinas durch die Mandschu im Alter von sechs Jahren erster Kaiser der neu begründeten Qing-Dynastie.

## Leben
Bis zum Alter von zwölf Jahren wurde die Regentschaft von seinen Onkeln Dorgon und Dsirgalang ausgeübt.
Die Erziehung des unmündigen Kaisers überließ die mandschurische Führung den Palasteunuchen aus der untergegangenen Ming-Dynastie, die ihn mit der chinesischen Sprache und Kultur vertraut machten. Shunzhi sollte sich gar zu einem Liebhaber chinesischer Romane und Dramen entwickeln.
Gleichwohl ließ Shunzhi keinen Zweifel am Überlegenheitsanspruch des Mandschu-Volkes und diskriminierte die chinesische Urbevölkerung auf vielfältige Weise. So wurden die Mandschu etwa bei der Vergabe von Ämtern bevorzugt, Mischehen verboten und die Chinesen bei Androhung der Todesstrafe zum Tragen des als entwürdigend empfundenen Zopfes gezwungen, der im Westen lange Zeit als Charakteristikum des Han-Volkes gelten sollte. Energisch bekämpft wurden auch die verbliebenen Anhänger der Ming-Dynastie, die sich in die Südwestprovinzen des Reiches zurückgezogen hatten und dort bis 1661 einen Gegenkaiser stellten.
Aufgeschlossen zeigte sich Shunzhi indes gegenüber den europäischen China-Missionaren: So verband ihn etwa eine geradezu freundschaftliche Beziehung mit dem deutschen Jesuiten Adam Schall von Bell. Er beauftragte ihn nicht nur mit der Fortsetzung seiner astronomischen Arbeiten und der Vermessung des Reichsgebiets, sondern bestellte ihn sogar zum kaiserlichen Ratgeber und Prinzenerzieher. Darüber hinaus gestattete er die Errichtung einer katholischen Kirche in Peking und duldete sogar die Bekehrung der Kaiserin sowie des Kronprinzen zum Christentum.
Der Kaiser selbst indes blieb dem Buddhismus treu. Seine letzten Lebensjahre waren geprägt durch das Erstarken der Eunuchen-Cliquen und – insbesondere nach dem Tod seiner jungen Konkubine – eine verstärkte Beschäftigung mit religiösen Dingen. Shunzhi ging ins Kloster. Dort wurde er Mönch und starb mit 23 Jahren wahrscheinlich an den Pocken.